# Hradiště (hrad)
Hradiště je zaniklý hrad ve vojenském újezdu Hradiště v okrese Karlovy Vary. Nachází se na vrcholu vrchu Hradiště ve výšce 934 metrů. Od roku 1964 je chráněn jako kulturní památka.

## Historie
Ke hradu se nevztahují žádné písemné prameny a předpokládá se, že byl předchůdcem mladšího hradu v Doupově. Archeologické nálezy z hradu pochází z druhé poloviny třináctého až čtrnáctého století a v menším množství ze druhé poloviny patnáctého století. Podle Jaroslava Pachnera by hrad na Hradišti mohl být jmenovitě neuvedeným hradem, který na Doupovsku dobyli vojáci křížové výpravy v roce 1421 při svém tažení k Mašťovu. Mohl by také souviset s rodem pánů z Výrova, kteří svůj přídomek odvozovali od blízké vsi Jírov.

## Stavební podoba
Staveniště hradu je poškozeno novodobými vojenskými zásahy. Přístupová cesta ke hradu vedla od západu a vstoupila do nepravidelného předhradí. Severně nad ním se nacházelo hradní jádro obehnané pravděpodobně parkánem, který se dochoval v podobě terénní hrany. V severní části jádra se nacházel palác. Z opevnění je patrný val a příkop na západní straně.

## Přístup
Hrad se nachází uvnitř vojenského prostoru a není veřejnosti přístupný.